# Loria (subte de Buenos Aires)
Loria es una estación de la línea A del Subte de Buenos Aires ubicada en el barrio de Almagro.

## Ubicación
Está ubicada debajo de la avenida Rivadavia, en su intersección con las calles Sánchez de Loria y Sánchez de Bustamante, en el barrio porteño de Almagro.

## Historia
Esta estación pertenece al segundo tramo de la línea inaugurado el 1 de abril de 1914, que unía las estaciones de Río de Janeiro y Plaza de Mayo.
Su nombre es en honor a Mariano Sánchez de Loria, un abogado que representó a Charcas en el Congreso de Tucumán, que declararía la independencia del país el 9 de julio de 1816. Al morir su esposa decidió convertirse en sarcerdote y alcanzó el canonicato de la Catedral de Charcas.

## Hitos urbanos
- instituto tierra santa
- Facultad de Psicología de la Universidad de Buenos Aires
- Hospital Ramos Mejía
- Colegio Mariano Moreno
- Instituto Inmaculada Concepción
- Abasto Shopping

## Fotos

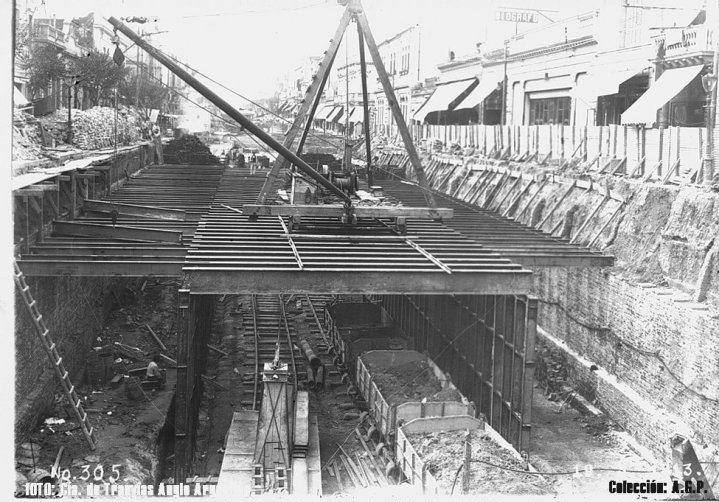
En construcción
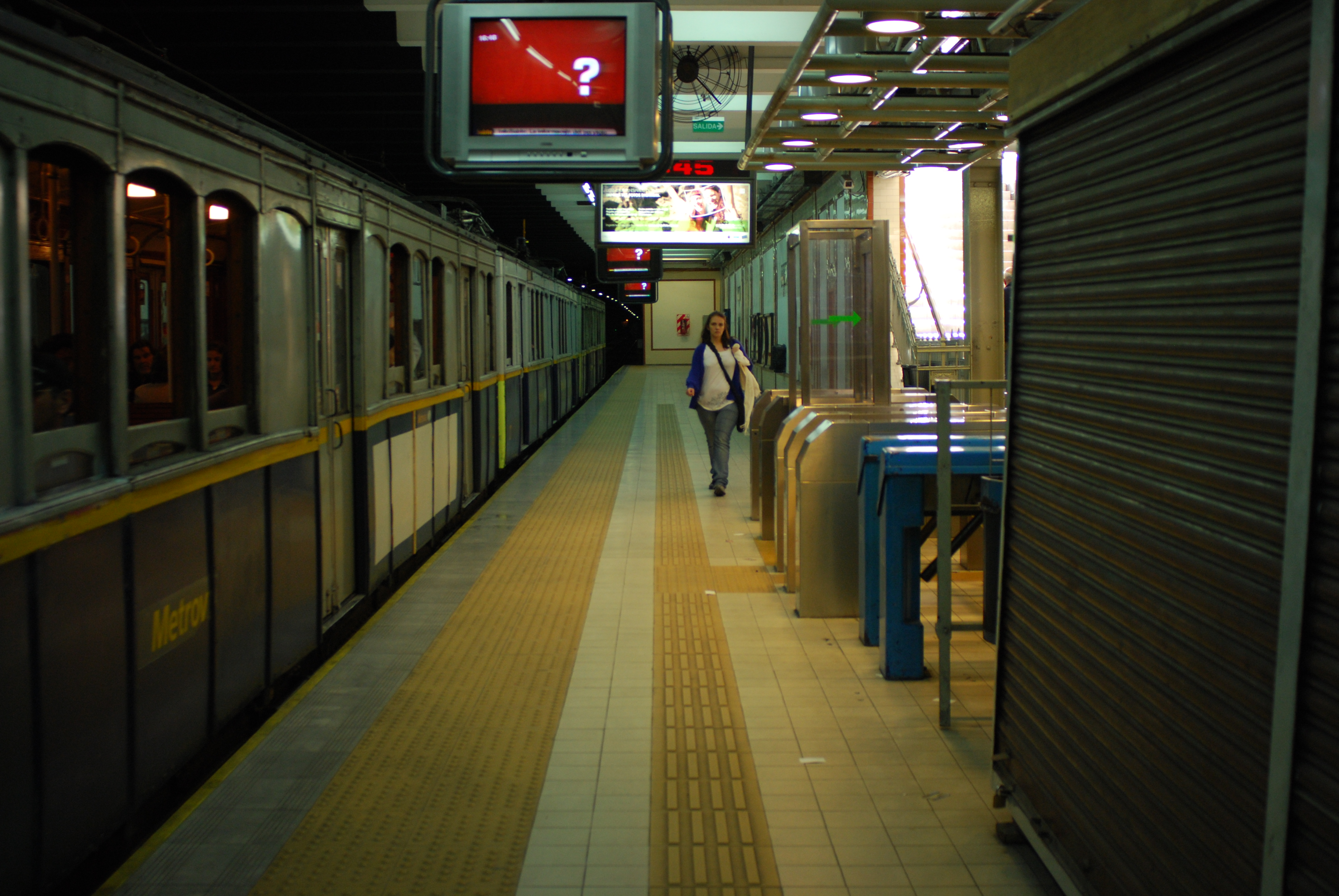
Coche La Brugeoise
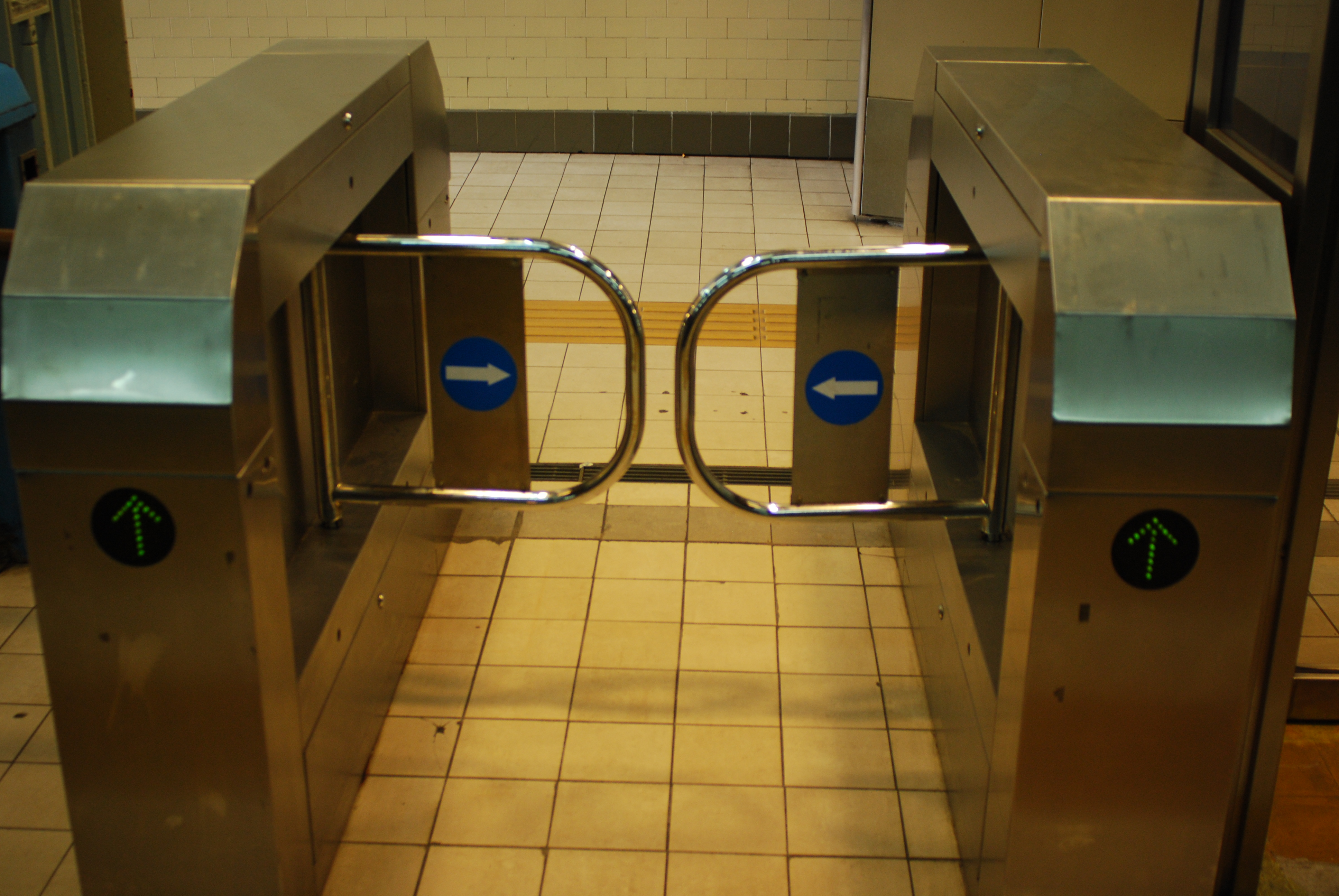
Molinetes experimentales
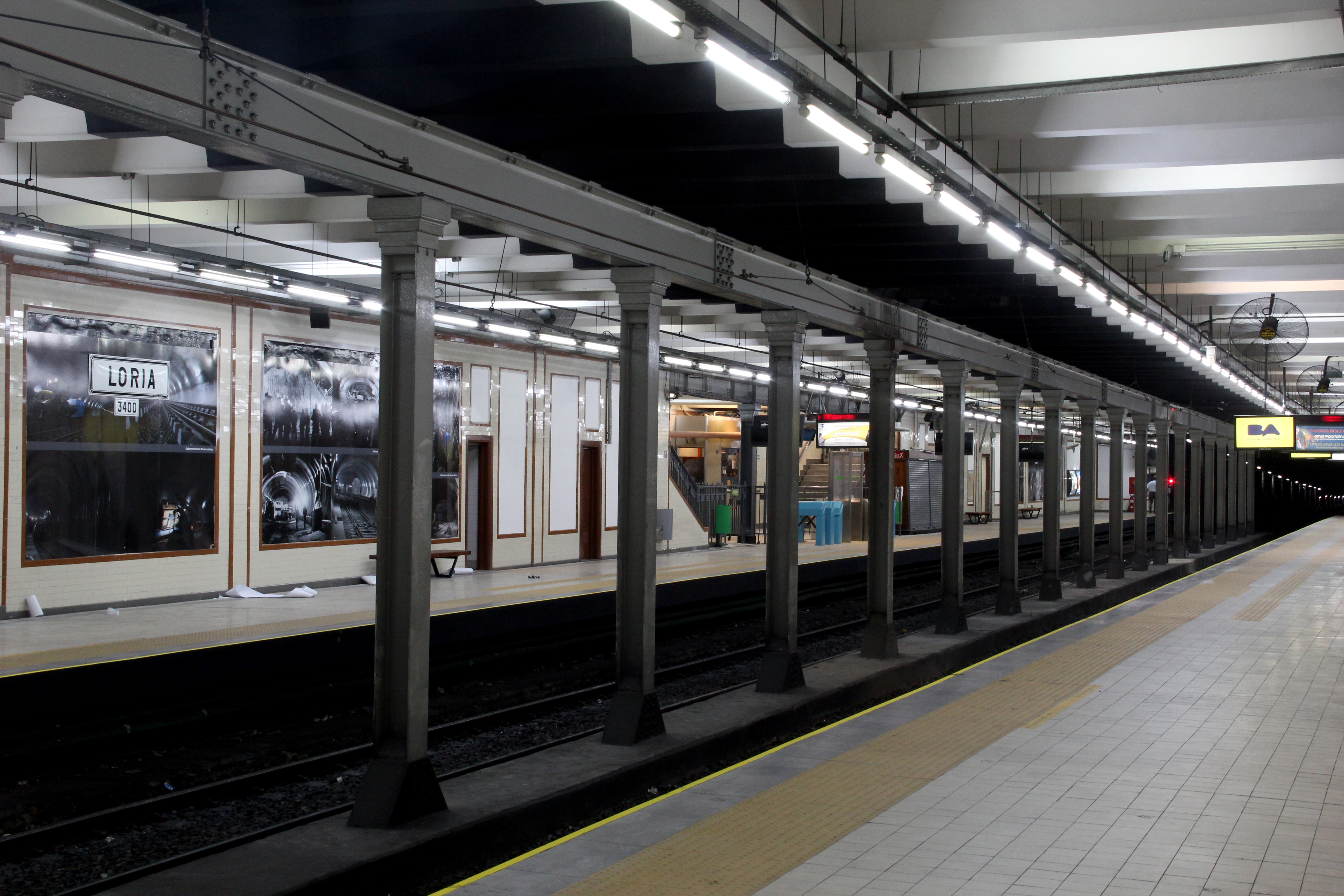
Vista general
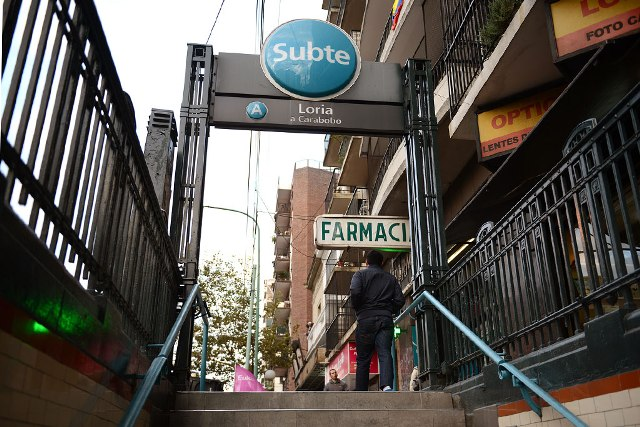
Salida